# Memorial BEST 〜Gift of Melodies〜
『the FIELD OF VIEW Memorial BEST 〜Gift of Melodies〜 』（ザ・フィールド・オブ・ビュー・メモリアル・ベスト・ギフト・オブ・メロディーズ）は、the FIELD OF VIEWの3枚目のベスト・アルバム。

## 内容
- FIELD OF VIEW時代・the FIELD OF VIEW時代を含めての3枚目のベスト・アルバムで、最後に発売された作品でもあり初の2枚組アルバムでもある。
- 1995年のFIELD OF VIEWとしてのデビューから2002年までの7年5か月の間の全楽曲の中から、全シングルを完全収録したオールタイム・ベストアルバム。全曲にリマスタリング音源が施されている。
- ジャケットは、ビートルズの『イエロー・サブマリン』のパロディとなっている。
- オリコン最高位19位を記録し、ランクインは2週間のみだったが、累計売上げは、5枚目のアルバム『CAPSULE MONSTER』、ベスト『FIELD OF VIEW BEST 〜fifteen colours〜』を上回っている。
- メンバー公認のアルバムとしては、17年後の2020年リリースのレアベスト盤『FIELD OF VIEW 25th Anniversary Extra Rare Best 2020』（当該ベストは、ボーカル・浅岡が監修立ち合いの元で選曲）が発売されるまでは本作が最後の作品となっていた。また本作品をもって東京・大阪でのライブ後、活動を終了（解散）した。

## 収録曲

### DISC-1
1. gift
このベストアルバムのために書き下ろされた新曲。
2. 君がいたから
FIELD OF VIEWとしてのデビューシングル。フジテレビ系ドラマ『輝く季節の中で』主題歌として大ヒットした。
3. 突然
2ndシングル。ポカリスエットCMソングとして大ヒットを記録し、唯一のミリオンセラーとなっている。
4. Last Good-bye
3rdシングル。
5. DAN DAN 心魅かれてく
4thシングル。
6. ドキッ
5thシングル。この曲から新メンバーを迎えた。
7. Dreams
6thシングル。読売テレビ・日本テレビ系ドラマ『ナチュラル 愛のゆくえ』エンディングテーマ曲として起用された。
8. この街で君と暮らしたい
7thシングル。小松未歩が初めてFIELD OF VIEWに提供した作品。
9. 渇いた叫び
8thシングル。
10. めぐる季節を越えて
9thシングル。メンバーが初めて編曲に参加した作品。
11. 君を照らす太陽に
10thシングル。

### DISC-2
1. CRASH
11thシングル。後にGARNET CROWのメンバーとなるAZUKI七の作詞家デビュー作。
2. 青い傘で
12thシングル。
3. Still
13thシングル。
4. 冬のバラード
14thシングル。
5. Beautiful day
15thシングル。
6. 秋風のモノクローム
16thシングル。
7. Truth of Love
17thシングル。FIELD OF VIEW名義としては最後のシングル曲。アルバム初収録。
8. 夏の記憶
18thシングル。the FIELD OF VIEWに改名後の初シングル。
9. 蜃気楼
19thシングル。アルバム初収録。
10. Melody
20thシングルにして、ラストシングルとなった作品。アルバム初収録。
11. gift〜my dearest〜
新曲「gift」の別バージョン。